# Infulatartessus stellensis
Infulatartessus stellensis är en insektsart som beskrevs av Evans 1981. Infulatartessus stellensis ingår i släktet Infulatartessus och familjen dvärgstritar. Inga underarter finns listade i Catalogue of Life.